# Velvyslanec Spojených států amerických při OSN
Velvyslanec Spojených států amerických při OSN (anglicky: Ambassador to the United Nations of the United States of America) je vedoucí delegace Spojených států při mezinárodní Organizaci spojených národů sídlící v New Yorku. 
Formálně je používán název „stálý zástupce Spojených států amerických při OSN“ (Permanent Representative of the United States of America to the United Nations). Jedná se o člena diplomatického sboru se statusem mimořádného a zplnomocněného velvyslance a zástupce Spojených států amerických v Radě bezpečnosti OSN. Zkráceně se hovoří o „americkém stálém zástupci při OSN“ (U.S. Permanent Representative nebo jen „Perm Rep“ to the United Nations).
Americký stálý zástupce je pověřen reprezentovat Spojené státy jako stálého člena v Radě bezpečnosti a na všech plenárních zasedání Valného shromáždění. Výjimkou jsou mimořádné situace, které vyžadují přítomnost výše postaveného člena americké administrativy, obvykle ministra zahraničních věcí či prezidenta Spojených států. Stejně jako u všech dalších amerických velvyslanců, nominantem osoby na tento úřad je prezident a následnou podmínkou pak potvrzení Senátem USA.    
Zvolený prezident Donald Trump nominoval v listopadu 2024 na post velvyslankyně, v rámci druhého kabinetu, Elise Stefanikovou. Než Senát nominaci projednal, prezident návrh koncem března 2025 stáhl i v souvislosti s možnou ztrátou těsné republikánské většiny ve Sněmovně reprezentantů, jejíž členkou Stefaniková byla.
V Bidenově vládě zastávala úřad velvyslankyně mezi roky 2021–2025 kariérní diplomatka Linda Thomasová-Greenfieldová. Senát vyslovil souhlas s prezidentovou nominací 23. února 2021 poměrem hlasů 78 : 20. Následujícího dne složila velvyslaneckou přísahu do rukou viceprezidentky Kamaly Harrisové a pověřovací listiny předala generálnímu tajemníku OSN Antóniu Guterresovi 25. února.
V minulosti zastávala tento post řada významných amerických diplomatů a politiků včetně   Henry Cabota Lodge, Adlai Stevensona, George H. W. Bushe, Daniela Patricka Moynihana, Jeane Kirkpatrickové, Richarda Holbrooka, Madeleine Albrightové, Billa Richardsona nebo Nikki Haleyové.
Postavení stálého zástupce při OSN v rámci americké vlády se mění. V Clintonově stejně jako v Obamově a Bidenově vládě byl velvyslanec jejím členem. Naopak během úřadování George W. Bushe, v období 2001–2009, nebyl ambasador postaven na úrovni kabinetu. V první fázi Trumpova prezidentství byl velvyslanec členem kabinetu. Po odchodu Haleyové z úřadu Trump vyjmul velvyslanecký úřad z kabinetní úrovně.

## Seznam velvyslanců
| Č.  | podobizna               | americký velvyslanec                               | období služby                      | generální tajemník OSN     | prezident USA   |
| --- | ----------------------- | -------------------------------------------------- | ---------------------------------- | -------------------------- | --------------- |
| 1.  |                         | Edward Stettinius                                  | 1945–1946                          | Gladwyn Jebb (zastupující) | Harry S. Truman |
| 1.  | Trygve Lie              | Edward Stettinius                                  | 1945–1946                          |                            | Harry S. Truman |
| —   |                         | Herschel Johnson (zastupující)                     | 1946–1947                          |                            | Harry S. Truman |
| 2.  |                         | Warren Austin                                      | 14. ledna 1947 – 22. ledna 1953    |                            | Harry S. Truman |
| 2.  | Dag Hammarskjöld        | Warren Austin                                      | 14. ledna 1947 – 22. ledna 1953    |                            | Harry S. Truman |
| 3.  |                         | Henry Cabot Lodge                                  | 12. ledna 1953 – 2. září 1960      | Dwight D. Eisenhower       |                 |
| 4.  |                         | James Jeremiah Wadsworth                           | 8. září 1960 – 21. ledna 1961      | Dwight D. Eisenhower       |                 |
| 5.  |                         | Adlai Stevenson                                    | leden 1961 – 14. července 1965     | John F. Kennedy            |                 |
| 5.  | U Thant                 | Adlai Stevenson                                    | leden 1961 – 14. července 1965     | John F. Kennedy            |                 |
| 5.  | Lyndon B. Johnson       | Adlai Stevenson                                    | leden 1961 – 14. července 1965     |                            |                 |
| 6.  |                         | Arthur Goldberg                                    | 1965–1968                          |                            |                 |
| 7.  |                         | George W. Ball                                     | 26. června 1968 – 25. září 1968    |                            |                 |
| 8.  |                         | James Russell Wiggins                              | 7. října 1968 – 20. ledna 1969     |                            |                 |
| 9.  |                         | Charles Woodruff Yost                              | 1969–1971                          | Richard Nixon              |                 |
| 10. |                         | George H. W. Bush                                  | 1. března 1971 – 18. ledna 1973    | Richard Nixon              |                 |
| 10. | Kurt Waldheim           | George H. W. Bush                                  | 1. března 1971 – 18. ledna 1973    | Richard Nixon              |                 |
| 11. |                         | John A. Scali                                      | 20. února 1973 – 29. června 1975   | Richard Nixon              |                 |
| 11. | Gerald Ford             | John A. Scali                                      | 20. února 1973 – 29. června 1975   |                            |                 |
| 12. |                         | Daniel Patrick Moynihan                            | 30. června 1975 – 2. února 1976    |                            |                 |
| 13  |                         | William Scranton                                   | 15. března 1976 – 19. ledna 1977   |                            |                 |
| 14. |                         | Andrew Young                                       | 30. ledna 1977 – 23. září 1979     | Jimmy Carter               |                 |
| 15. |                         | Donald McHenry                                     | 23. září 1979 – 20. ledna 1981     | Jimmy Carter               |                 |
| 16  |                         | Jeane Kirkpatricková                               | 4. února 1981 – 1. dubna 1985      | Ronald Reagan              |                 |
| 16  | Javier Pérez de Cuéllar | Jeane Kirkpatricková                               | 4. února 1981 – 1. dubna 1985      | Ronald Reagan              |                 |
| 17. |                         | Vernon A. Walters                                  | 1985–1989                          | Ronald Reagan              |                 |
| 18. |                         | Thomas R. Pickering                                | 1989–1992                          | George H. W. Bush          |                 |
| 18. | Butrus Butrus-Ghálí     | Thomas R. Pickering                                | 1989–1992                          | George H. W. Bush          |                 |
| 19. |                         | Edward J. Perkins                                  | 12. května 1992 – 27. ledna 1993   | George H. W. Bush          |                 |
| 19. | Bill Clinton            | Edward J. Perkins                                  | 12. května 1992 – 27. ledna 1993   |                            |                 |
| 20. |                         | Madeleine Albrightová                              | 27. ledna 1993 – 21. ledna 1997    |                            |                 |
| 20. | Kofi Annan              | Madeleine Albrightová                              | 27. ledna 1993 – 21. ledna 1997    |                            |                 |
| 21. |                         | Bill Richardson                                    | 13. února 1997 – 18. srpna 1998    |                            |                 |
| —   |                         | Peter Burleigh (zastupující)                       | 18. srpna 1998 – 25. srpna 1999    |                            |                 |
| 22. |                         | Richard Holbrooke                                  | 25. srpna 1999 – 20. ledna 2001    |                            |                 |
| —   |                         | James B. Cunningham (zastupující)                  | 20. ledna 2001 – 15. září 2001     | George W. Bush             |                 |
| 23. |                         | John Negroponte                                    | 15. září 2001 – 1. července 2004   | George W. Bush             |                 |
| 24. |                         | John Danforth                                      | 1. července 2004 – 20. ledna 2005  | George W. Bush             |                 |
| —   |                         | Anne W. Pattersonová (zastupující)                 | 20. ledna – 1. srpna 2005          | George W. Bush             |                 |
| 25. |                         | John Bolton odročené jmenování, nepotvrzen Senátem | 1. srpna 2005 – 9. prosince 2006   | George W. Bush             |                 |
| —   |                         | Alejandro Daniel Wolff (zastupující)               | 9. prosince 2006 – 17. dubna 2007  | George W. Bush             |                 |
| —   | Pan Ki-mun              | Alejandro Daniel Wolff (zastupující)               | 9. prosince 2006 – 17. dubna 2007  | George W. Bush             |                 |
| 26. |                         | Zalmay Khalilzad                                   | 17. dubna 2007 – 22. ledna 2009    | George W. Bush             |                 |
| 27. |                         | Susan Riceová                                      | 22. ledna 2009 – 1. července 2013  | Barack Obama               |                 |
| —   |                         | Rosemary DiCarlová (zastupující)                   | 1. července – 1. srpna 2013        | Barack Obama               |                 |
| 28. |                         | Samantha Powerová                                  | 2. srpna 2013 – 20. ledna 2017     | Barack Obama               |                 |
| 28. | António Guterres        | Samantha Powerová                                  | 2. srpna 2013 – 20. ledna 2017     | Barack Obama               |                 |
| —   |                         | Michele J. Sisonová (zastupující)                  | 20. ledna 2017 – 25. ledna 2017    | Donald Trump               |                 |
| 29. |                         | Nikki Haleyová                                     | 27. ledna 2017 – 31. prosince 2018 | Donald Trump               |                 |
| —   |                         | Jonathan Cohen (zastupující)                       | 1. ledna 2019 – 12. září 2019      | Donald Trump               |                 |
| 30. |                         | Kelly Craftová                                     | 12. září 2019 – 20. ledna 2021     | Donald Trump               |                 |
| —   |                         | Richard M. Mills (zastupující)                     | 20. ledna 2021 – 25. února 2021    | Joe Biden                  |                 |
| 31. |                         | Linda Thomas-Greenfieldová                         | 25. února 2021 – 20. ledna 2025    | Joe Biden                  |                 |
| —   |                         | Dorothy Sheaová (zastupující)                      | 20. ledna 2025 – úřadující         | Donald Trump               |                 |